# Hi Hi Puffy AmiYumi: Kaznapped!
Hi Hi Puffy AmiYumi: Kaznapped! to gra komputerowa na platformę Game Boy Advance oraz spin-off z serialu animowanego Hi Hi Puffy AmiYumi. Gra stała się dość popularna wśród fanów Puffy AmiYumi ze względu na możliwość kierowania poczynaniami dziewczyn.

## Fabuła
Puffy AmiYumi skończyły właśnie światową trasę koncertową i chcą odpocząć po ogromnej liczbie występów. Kaz, menadżer grupy, denerwuje się na dziewczyny, mówiąc, że powinny zająć się pisaniem nowych piosenek. Dziewczyny próbują się tłumaczyć, że dopiero co wróciły z męczącej trasy i muszą odpocząć. Podczas kłótni pojawia się Harmonia, samozwańcza „największa fanka zespołu” i proponuje, by dziewczyny zabrały ją w nową trasę, tak wielką, jak poprzednia. Dziewczyny odrzucają propozycję i wtedy Harmonia sama jedzie w taką trasę, zabierając dziewczynom instrumenty muzyczne i menadżera, a dziewczyny więzi w lepkich lizakach. Z opresji dziewczyny ratują ich koty, Jang Keng i Tekirai zlizując z nich pułapkę. W tym momencie dziewczyny ruszają w pogoń za Harmonią, aby odzyskać instrumenty i menedżera.

## Informacje ogólne
Gra dzieli się na siedem światów, każdy z nich podzielony jest na cztery poziomy, z czego ostatni jest poziomem kończącym się walką z bossem.

## Mechanika gry
Gra polega na korzystaniu z umiejętności obydwu dziewczyn. Ami jest osobą bardziej zwinną, natomiast Yumi jest osobą silniejszą. Specjalnymi umiejętnościami Ami (czyli takie, których nie ma Yumi) są potrójny skok, możliwość huśtania się na kablu od mikrofonu i korzystanie z niego jak ze spadochronu. Yumi natomiast potrafi unicestwić przeciwników gitarą lub ciosami karate oraz przesuwać większe skrzynie. Dodatkowo obydwie dziewczyny mają specjalny atak, nazwany „Jam Session”, który możliwy jest po wypełnieniu paska na górze ekranu. Podczas tego ataku dziewczyny zaczynają grać własne piosenki unicestwiając wszystkich przeciwników widocznych na ekranie i ułaskawiając fanów. W grze ważne jest wykorzystywanie cech obydwu dziewczyn. W praktyce niemożliwe jest przejście dalej, niż do drugiego świata, używając wciąż jednej postaci. Podczas gry można zbierać nutki, aby otrzymać większą liczbę punktów, lecz jest to opcjonalne. Głównym zadaniem jest przejście na koniec planszy.